# Justin Anderson
Justin Lamar Anderson (Montross, Virginia, 19 de noviembre de 1993) es un baloncestista estadounidense que pertenece a la plantilla del FC Barcelona de la Liga Endesa. Con 1,98 metros de estatura, juega en las posiciones de escolta y alero.

## Trayectoria deportiva

### Universidad

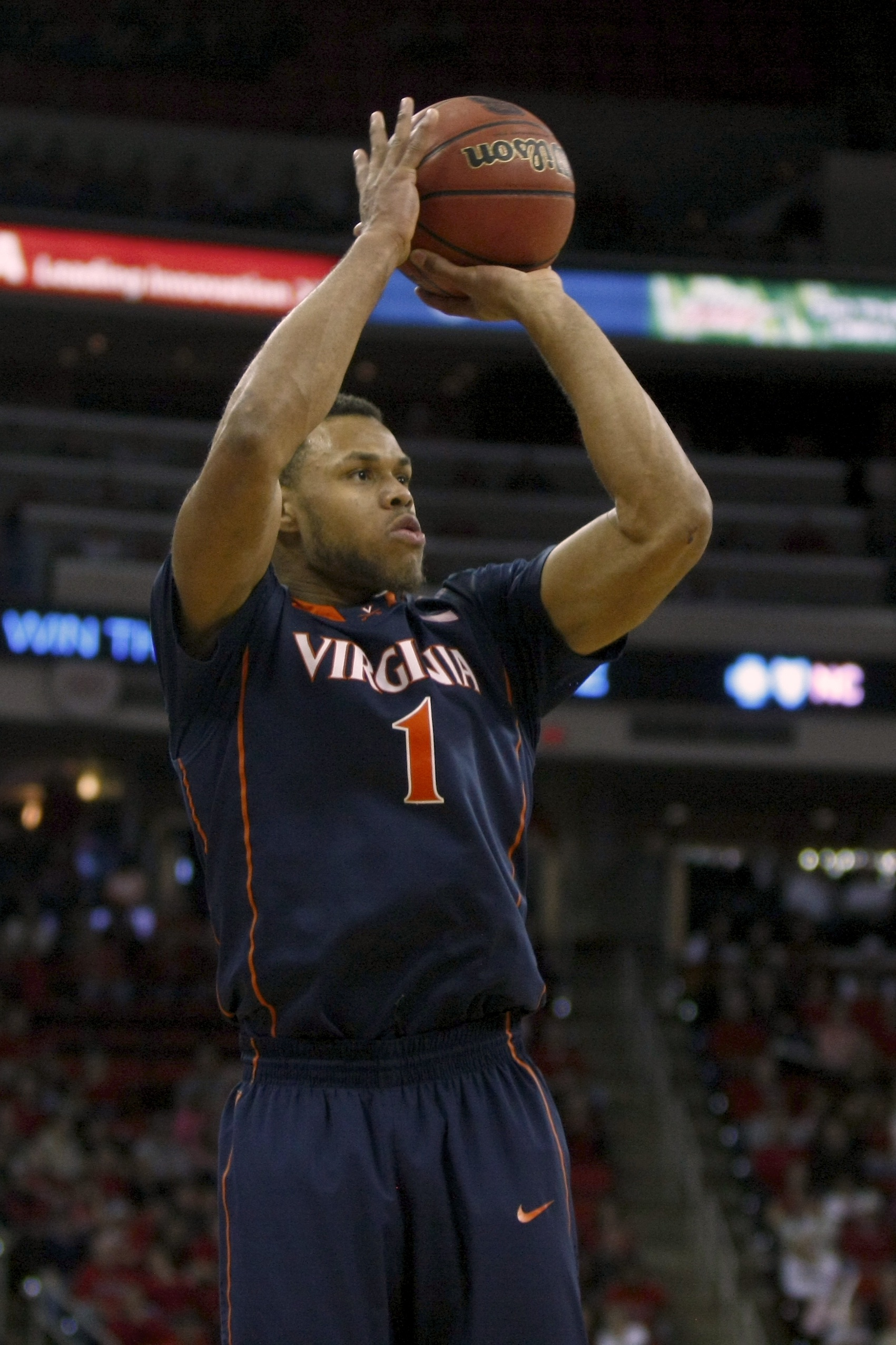
Anderson en su etapa universitaria con Virginia en 2014.

Anderson jugó tres temporadas de baloncesto universitario con los Cavaliers de la Universidad de Virginia. El 13 de abril de 2015, declaró su elegibilidad para el draft de la NBA, renunciando a su último año universitario.

#### Estadísticas
| Año     | Equipo   | PJ | PT | MPP  | %TC  | %3P  | %TL  | RPP | APP | ROB | TPP | PPP  |
| ------- | -------- | -- | -- | ---- | ---- | ---- | ---- | --- | --- | --- | --- | ---- |
| 2012–13 | Virginia | 35 | 17 | 24.0 | .420 | .303 | .764 | 3.3 | 2.3 | .9  | 1.2 | 7.6  |
| 2013–14 | Virginia | 37 | 5  | 21.5 | .407 | .294 | .716 | 3.2 | 1.5 | .4  | .8  | 7.8  |
| 2014–15 | Virginia | 26 | 23 | 27.8 | .466 | .452 | .780 | 4.0 | 1.7 | .7  | .5  | 12.2 |
| Total   | Total    | 98 | 45 | 24.1 | .430 | .357 | .752 | 3.5 | 1.8 | .6  | .9  | 8.9  |

### Profesional
El 25 de junio de 2015, fue seleccionado en la posición número 21 del Draft de la NBA de 2015 por los Dallas Mavericks.
El 23 de febrero de 2017 fue traspasado, junto a Andrew Bogut y una futura primera ronda protegida del draft a los Philadelphia 76ers a cambio de Nerlens Noel.
El 25 de julio de 2018, fue traspasado a Atlanta Hawks, en un acuerdo que involucró a tres equipos, los 76ers y Oklahoma City Thunder. Al término de esa temporada, y tras participar en 48 encuentros, el 29 de junio de 2019, los Hawks deciden no ofrecerle una extensión de contrato por lo que se convierte en agente libre.
El 26 de septiembre de 2019, firma con los Washington Wizards para el training camp pero el 16 de octubre deciden prescindir de sus servicios.
El 25 de noviembre de 2019, los Raptors 905 de la G League, anuncian su contratación.
El 6 de enero de 2020, Anderson firma un contrato de 10 días con los Brooklyn Nets. Disputa 3 encuentros, pero el 15 de enero es liberado. Por lo que el 21 de enero los Raptors 905, adquieren sus derechos y le traspasan a los Long Island Nets a cambio de Henry Ellenson.
El 28 de junio de 2020, los Nets vuelven a contratarlo de cara a la reanudación de la temporada 2019-20, tras la negativa de Wilson Chandler a jugar en Orlando.
Después de unos meses en Brooklyn, el 27 de noviembre de 2020, firma un contrato parcialmente garantizado con Philadelphia 76ers, pero fue cortado tras la pretemporada.
El 23 de septiembre de 2021, Fort Wayne Mad Ants adquirió sus derechos, en un intercambio con Long Island Nets.
El 21 de diciembre de 2021, firmó un contrato de 10 días con los Cleveland Cavaliers. Tras no ser renovado, firmó un nuevo contrato de diez días, esta vez con los Indiana Pacers. Al término del mismo, el 11 de enero, regresó a los Mad Ants. El 17 de marzo vuele a firmar otro contrato de 10 días con Indiana Pacers, y luego otro más el 28 de marzo, para terminar jugando 13 encuentros con los Pacers antes de quedarse sin equipo.
El 25 de octubre de 2023, firma un contrato temporal con el Río Breogán de la Liga Endesa y la Basketball Champions League tras disputar 242 partidos en la NBA. En las filas del conjunto lucense disputa un total de doce partidos con unos números de 12,6 puntos, 3,1 rebotes, 2,6 asistencias, 1 tapón y 12,3 de valoración. 
El 24 de diciembre de 2023, firma un contrato temporal con el Valencia Basket de la Liga Endesa.
Tras un año en Valencia, en julio de 2024, firma por una temporada con el FC Barcelona.

### Selección nacional
En 2009 participó con la selección júnior de Estados Unidos en el Campeonato FIBA Américas Sub-16 celebrado en Argentina y proclamándose campeón.

## Estadísticas de su carrera en la NBA

### Temporada regular
| Año     | Equipo       | PJ  | PT | MPP  | %TC  | %3P  | %TL  | RPP | APP | ROB | TPP | PPP |
| ------- | ------------ | --- | -- | ---- | ---- | ---- | ---- | --- | --- | --- | --- | --- |
| 2015-16 | Dallas       | 55  | 9  | 11.8 | .406 | .265 | .800 | 2.4 | .5  | .3  | .5  | 3.8 |
| 2016-17 | Dallas       | 51  | 2  | 13.9 | .402 | .303 | .795 | 2.9 | .6  | .5  | .3  | 6.5 |
| 2016-17 | Philadelphia | 24  | 8  | 21.6 | .466 | .292 | .780 | 4.0 | 1.4 | .5  | .3  | 8.5 |
| 2017-18 | Philadelphia | 38  | 0  | 13.7 | .431 | .330 | .737 | 2.4 | .7  | .4  | .2  | 6.2 |
| 2018-19 | Atlanta      | 48  | 4  | 9.6  | .408 | .312 | .743 | 1.8 | .5  | .5  | .3  | 3.7 |
| 2019-20 | Brooklyn     | 10  | 1  | 10.7 | .263 | .207 | .500 | 2.1 | .8  | .0  | .6  | 2.8 |
| 2021-22 | Cleveland    | 3   | 0  | 15.7 | .500 | .333 | .750 | 2.0 | 2.0 | .3  | .0  | 4.3 |
| 2021-22 | Indiana      | 13  | 6  | 20.7 | .368 | .245 | .800 | 3.1 | 2.1 | .5  | .5  | 6.8 |
| Total   | Total        | 242 | 30 | 13.6 | .410 | .292 | .775 | 2.6 | .8  | .4  | .3  | 5.3 |

### Playoffs
| Año   | Equipo       | PJ | PT | MPP  | %TC  | %3P  | %TL   | RPP | APP | ROB | TPP | PPP |
| ----- | ------------ | -- | -- | ---- | ---- | ---- | ----- | --- | --- | --- | --- | --- |
| 2016  | Dallas       | 5  | 1  | 19.0 | .459 | .308 | .643  | 4.0 | 1.4 | .8  | .6  | 9.4 |
| 2018  | Philadelphia | 7  | 0  | 4.7  | .375 | .286 | -     | 1.3 | .0  | .1  | .0  | 1.1 |
| 2020  | Brooklyn     | 3  | 0  | 9.3  | .417 | .455 | 1.000 | 2.7 | 1.0 | .0  | .3  | 6.3 |
| Total | Total        | 15 | 1  | 10.4 | .439 | .355 | .755  | 2.5 | .7  | .3  | .3  | 4.9 |